# 一休宗純
一休宗純（いっきゅうそうじゅん）は、室町時代の臨済宗大徳寺派の僧、詩人。説話のモデルとしても知られる。愛称は、一休さん（いっきゅうさん）。

## 生涯
出生地は京都で、出自は後小松天皇の落胤と伝えられている。母親の出自は不詳だが、皇胤説に沿えば後小松天皇の官女で、その父親は楠木正成の孫と称する楠木正澄と伝えられ、三ツ島（現・大阪府門真市）に隠れ住んでいたという伝承があり、三ツ島に母親のものと言われる墓が現存する。
また、一休は地蔵院の近くで生まれた後、6歳で出家するまで母（伊予局という）とともに地蔵院で過ごしたと伝えられている。
幼名は千菊丸と伝承され、長じて周建の名で呼ばれ狂雲子、瞎驢（かつろ）、夢閨（むけい）などとも号した。戒名は宗純で、宗順とも書く。一休は道号。
6歳で京都の安国寺の像外集鑑（ぞうがいしゅうかん）に入門・受戒し、周建と名付けられる。早くから詩才に優れ、応永13年（1406年）13歳の時に作った漢詩『長門春草』、応永15年（1408年）15歳の時に作った漢詩『春衣宿花』は洛中でも評判となった。
応永17年（1410年）、17歳で謙翁宗為（けんおうそうい）の弟子となり戒名を宗純と改める。ところが、謙翁は応永21年（1414年）に死去し、この頃に一休は自殺未遂を起こしており、謙翁の死から一週間、石山観音に籠るも悟りが開けず近くの川に身を投げようとしたが、一休の様子が変だと一休の母から見張ることを指示されていた男が制止、説得されて自殺を思い止まったという。
応永22年（1415年）には、京都の大徳寺の高僧、華叟宗曇の弟子となる。「洞山三頓の棒」という公案に対し、「有漏路（うろぢ）より無漏路（むろぢ）へ帰る 一休み 雨ふらば降れ 風ふかば吹け」と答えたことから華叟より一休の道号を授かる。「有漏路（うろじ）」とは迷い（煩悩）の世界、「無漏路（むろじ）」とは悟り（仏）の世界を指す。
応永27年（1420年）、ある夜にカラスの鳴き声を聞いて俄かに大悟する。華叟は印可状を与えようとするが、権威を否定する一休は辞退した。その毅然とした振る舞いを見た華叟は、口では「ばか者」と言いながらも笑って送り出したと伝わる。以後は詩、狂歌、書画と風狂の生活を送った。
文明2（1470年）、摂津国住吉大社神宮寺の新羅寺本堂・薬師堂で森侍者（しんじしゃ）と出会う。
文明6年（1474年）、後土御門天皇の勅命により大徳寺の住持を任せられた。寺には住まなかったが再興に尽力し、塔頭の真珠庵は一休を開祖として創建された。また、戦災にあった妙勝寺を中興し草庵・酬恩庵を結び、後に「一休寺」とも呼ばれるようになった。天皇に親しく接せられ、民衆にも慕われたという。
文明13年（1481年）、酬恩庵（京都府京田辺市の薪地区）においてマラリアにより死去。満87歳没（享年88）。臨終の際の言葉は「死にとうない」であったと伝わる。墓（御廟所）は酬恩庵にあり「慈楊塔」と呼ばれるが、宮内庁が管理している陵墓であるため、一般人が墓所前の門から内部への立ち入りはできないが、廟所の建物は外部からでも見える。参拝は門の前で行う。

## 逸話・作品
以下のような逸話が伝わっている。

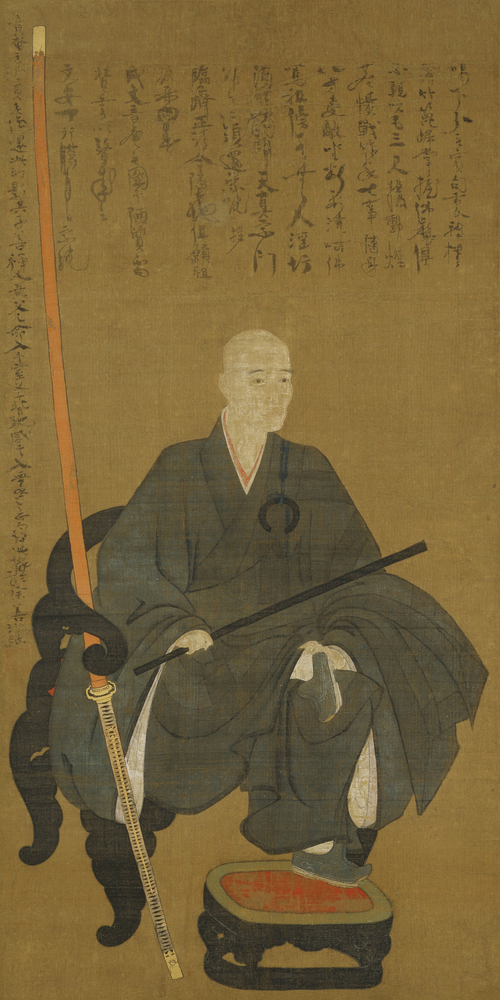
伝・墨渓筆『一休宗純像』（奈良国立博物館所蔵）。1447年（文安4年）、一休が54歳の頃の作で、曲彔に座す一休は傍らに「朱鞘の大太刀」を立てる。上部は一休の自賛。

- 印可の証明書や由来ある文書を火中に投じた。
- 男色はもとより、仏教の菩薩戒で禁じられていた飲酒・肉食や女犯を行い、盲目の女性である森侍者（森女）という妻や岐翁紹禎という実子の弟子がいた。
- 木製の刀身の朱鞘の大太刀を差すなど、風変わりな格好をして街を歩きまわった。これは「鞘に納めていれば豪壮に見えるが、抜いてみれば木刀でしかない」ということで、外面を飾ることにしか興味のない当時の世相を風刺したものであったとされる。
- 親交のあった本願寺門主蓮如の留守中に居室に上がり込み、蓮如の持念仏の阿弥陀如来像を枕に昼寝をした。その時に帰宅した蓮如は「俺の商売道具に何をする」と言って、二人で大笑いしたという。
- 正月に杖の頭にドクロをしつらえ、「ご用心、ご用心」と叫びながら練り歩いた。

こうした一見奇抜な言動は、中国臨済宗の僧・普化など唐代の禅者に通じ、禅宗の教義における風狂の精神の表れとされる。同時に、こうした行動を通して、当時の仏教の権威や形骸化を批判・風刺し、仏教の伝統化や風化に警鐘を鳴らしていたと解釈されている。彼の禅風は、直筆の法語『七仏通誡偈』が残されていることからも窺える。
このような戒律や形式に囚われない人間臭い生き方は、民衆の共感を呼んだ。江戸時代には、彼をモデルとした『一休咄』に代表される頓知咄（とんちばなし）を生み出す元となった。
一休は能筆で知られる。また、一休が村田珠光の師であるという伝承もあり、茶人の間で墨蹟が極めて珍重された（なお、珠光の師という説は現在の研究ではやや疑わしいとされる）。
著書（偽書を含む）に、『狂雲集』『続狂雲集』『自戒集』『一休骸骨』などがある。
東山文化を代表する人物でもある。また、足利義政とその妻日野富子の幕政を批判したことも知られる。

## 名言
- 門松は冥途の旅の一里塚馬駕籠もなく泊まりやもなし / 門松は冥土の旅の一里塚めでたくもありめでたくもなし[11][注 5]
- 釈迦といふ いたづらものが世にいでて おほくの人をまよはするかな
- 秋風一夜百千年 - 秋風のなかあなたと共にいる。それは百年にも千年の歳月にも値するものだ。
- 女をば 法の御蔵と 云うぞ実に 釈迦も達磨も ひょいひょいと生む
- 世の中は起きて箱して（糞して）寝て食って後は死ぬるを待つばかりなり
- 南無釈迦じゃ 娑婆じゃ地獄じゃ 苦じゃ楽じゃ どうじゃこうじゃと いうが愚かじゃ
- えりまきの 温かそうな 黒坊主 こいつの法が 天下一なり - 本願寺で行われた開祖親鸞の二百回遠忌に、他宗の僧侶としてはただ一人参拝し、山門の扉に貼り付けて帰った紙に書かれていた。
- 分け登る 麓の道は多けれど 同じ高嶺の月こそ見れ

## 評伝・現代語訳
- 『一休：乱世に生きた禅者』（市川白弦著 東京：日本放送出版協会、1970年12月（NHKブックス 132））
- 『一休：風狂の精神』（西田正好著 東京：講談社現代新書、1977年5月
- 『一休：「狂雲集」の世界』（柳田聖山著 京都：人文書院、1980年8月）
- 『一休』（水上勉著 東京：中央公論社（中公文庫）、改版1997年5月）
- 『一休：その破戒と風狂』（栗田勇著 東京：祥伝社、2005年11月） ISBN 4396612567
- 『一休：「狂雲集」訳注』（柳田聖山ほか訳著 東京：講談社〈禅入門〉7、新版、1994年5月）
  - 初版は〈日本の禅語録〉12、1978年、柳田訳で中公クラシックスでも2001年に刊行。
- 『一休和尚全集』（東京：春秋社全5巻、1997年 - 2003年）
- 『一休和尚大全』（石井恭二／訓読・現代文訳・解読 東京：河出書房新社上下巻、2008年）
- 『書と禅』（大森曹玄著 春秋社 新装版第二版 1975年 p.127 自由人・一休宗純）

## 関連作品
説話
『一休咄』で知られている。

伝記
幼少期は頓知小僧で、青年期に厳しい修行を積んで名僧となったという逸話が多い。なお幼少期の一休の名前や寺の名前、生まれについては明示するものとしないものがある。

小説
- 『一休暗夜行』『一休闇物語』『一休虚月行』『一休破軍行』『一休魔仏行』『ぬばたま一休』（朝松健）
- 『一休さんの門』『一休さんの道』（川口松太郎）（講談社文庫ほか）
- 『愚道一休』(木下昌輝) 集英社

テレビドラマ
- 『一休さん』（1985年の単発テレビドラマ。富田靖子主演。月曜ドラマランドのうちの一本として放送）
- 『一休さん』（1986年の単発テレビドラマ。浅香唯主演。月曜ドラマランドのうちの一本として放送）
- 『一休さん・喝!』（1986年の連続テレビドラマ）
- 『花の乱』（1994年の大河ドラマ、演：奥田瑛二）
- 『えなりかずきの一休さん』（2004年の単発テレビドラマ）
- 『一休さん』（2012年の単発テレビドラマ。鈴木福主演。翌2013年に続編『一休さん2』が製作された）

舞台
- 『TABOO』（野田秀樹・作）

漫画
- 『あっかんべェ一休』（坂口尚）
- 『一休伝』（原案：水上勉、脚色：佐々木守、作画：小島剛夕）
- 『探偵ボーズ21休さん』（原作：新徳丸、作画：三浦とりの）
- 『とんちの一休さん』（吉田忠）
- 『風漂花』（真崎守）
- 『風の周辺』（真崎守）

テレビアニメ
- 『一休さん』
- 『オトナの一休さん』
- 『R.O.D -READ OR DIE-』
- 『まんが偉人物語』 - 第19話「世直し和尚」

バラエティー
- 『日本史サスペンス劇場』（2008年、一休宗純：加藤茶）

音楽
- 「一休さん」（作詞：若杉雄三郎、作曲：中山晋平）
- 「とんちの一休さん」（作詞：市原三郎、作曲：山口保治）
- 「一休禅師〜いま宿花知徳の道へ〜」（作曲：櫛田胅之扶）
- 「一休さん」（作詞・作曲：オオルタイチ、歌：水曜日のカンパネラ。2017年発売のアルバム『SUPERMAN』に収録）

玩具
- 超合金GA-68『名作シリーズ 一休さん』（ポピー）
  - アニメ版ではなく歴史上の人物で、現在唯一超合金として発売。定価1300円（当時）